# Эль-Масира
Эль-Масира — йеменский хуситский пропагандистский телеканал. Штаб-квартира находится в Бейруте.
Вещание осуществляется с египетского спутника Нилсат: Частота 11641 SR — 27500 — FEC 5/6 и с российского спутника Экспресс АМ44 имени А. С. Попова: Частота 11150 SR — 4300 — FEC 3/4
22 июня 2021 года правоохранительные органы США конфисковали ряд доменов, связанных с Аль-Масира.